# عبدالرحیم هروی

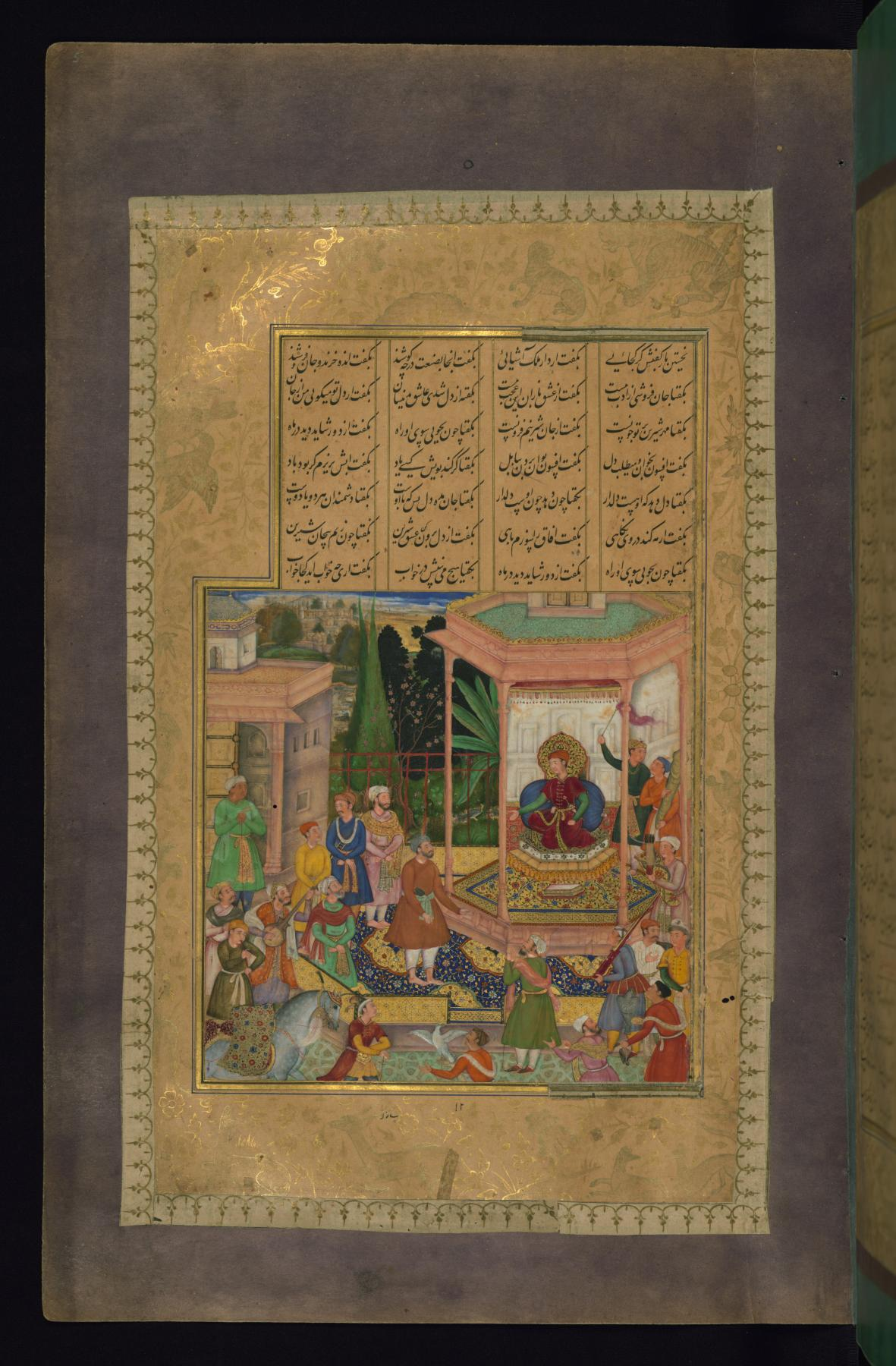
تصویری از خمسه نظامی با خط عبدالرحیم هروی

ملا عبدالرحیم هروی معروف به عبدالرحیم عنبرین قلم از خوشنویسان و نستعلیق‌نویسان صاحب‌نام ایران و هند در اواخر سده دهم و اوایل سده یازدهم هجری است.
او اهل هرات بود که در جوانی از خراسان به هندوستان رفت و به خدمت خان‌خانان رسید و با تربیت آن سپه‌سالار هنر دوست، در خط پیشرفت کرد و آوازهٔ خوشنویسی او تمامی شبه قاره هند را فراگرفت.
عبدالرحیم مدت‌ها در کتابخانه خان‌خانان، به کار کتابت مشغول بود و آثار زیبائی از خطوط خود، در آن کتابخانه به یادگار گذاشت. بعدها خان‌خانان او را به دربار جهانگیر پادشاه گورکانی (۱۰۱۲–۱۰۳۷ه‍.ق) معرفی کرد و جزو کاتبان دربار درآمد و به خطاب «عنبرین رقم» مفتخر شد. او طرف توجه و عنایت پادشاه واقع گردید و پس از چندی لقب «روشن رقم» نیز دریافت کرد و گاهی «جهانگیرشاهی» نیز رقم کرده است.
عبدالباقی نهاوندی مؤلف کتاب "مآثر رحیمی" می‌گوید: «الحال در هندوستان بعد از ملا محمد حسین کشمیری، بهتر از وی کسی نیست.»
تاریخ وفاتش معلوم نگردید. اما آثار خوشنویسی تاریخ‌دار او بین سال‌های ۹۹۹ و ۱۰۳۴ه‍.ق موجود است.

## آثار
یک نسخه از کتاب "جهانگیر نامه" به قلم خوش او در کتابخانه سلطنتی تهران موجود است با امضاء: "فی شهور سنه اربع و ثلاثین و الف من الهجره النبویه، سنه ۱۰۳۴ کتبه العبد المذنب الفقیر الحقیر عبدالرحیم الهروی عنبرین قلم، سترالله عیوبه و غفر ذنوبه تحریراً به دارالسلطنهٔ آگره."
دو قطعه از مرقع گلشن با قلم خوش و رقم، "فقیر عبدالرحیم عنبرین قلم" در همین کتابخانه موجود است. در موزهٔ باستانشناسی دهلی نیز یک نسخه را کتاب چهل مجلس علاءالدوله سمنانی به قلم کتابت جلی خوش موجود است با رقم و تاریخ "عبدالرحیم روشن رقم ۱۰۲۰."
در همین موزه یک قطعه با کتابت خوش و رقم: "فقیر عبدالرحیم عنبرین قلم" هست. در کتابخانه آستان قدس رضوی مشهد، سه قطعه از مرقعی به قلم سه دانگ و دو دانگ و کتابت خوش با رقم: "فقیر عبدالرحیم عنبرین قلم" موجود است.
چند اثر دیگر از او نیز در کتابخانه دانشگاه استانبول و کتابخانه بادلیان آکسفورد و دیگر جای‌ها باقی مانده است.